# Megan Delehanty
Megan Catherine Delehanty (* 24. März 1968 in Edmonton) ist eine ehemalige kanadische Ruderin. 

## Sportliche Laufbahn
Delehanty war bis 1988 als Leichtathletin aktiv, während ihres Studiums an der University of Alberta entdeckte sie den Rudersport für sich. 1990 rückte sie in die kanadische Ruder-Nationalmannschaft auf. Delehanty nahm 1991 zum einzigen Mal an Ruder-Weltmeisterschaften teil und gewann die Goldmedaille im Achter. Im Jahr darauf saß sie auch bei den Olympischen Sommerspielen 1992 in Barcelona im siegreichen kanadischen Achter. Anschließend beendete sie ihre internationale Karriere. 
Sie wurde 1994 in die Canadian Olympic Hall of Fame, 2005 in die University of Alberta’s Sports Wall of Fame, 2007 in die Alberta Sports Hall of Fame und 2017 in die Canadian Rowing Hall of Fame aufgenommen.

## Beruflicher Werdegang
Delehanty erlangte einen Bachelor-Abschluss in Zellbiotechnologie an der University of Alberta. Ab 1990 setzte sie ihre Studien an der University of British Columbia fort, wo sie 1998 mit dem Master of Science (M. Sc.) in Mikrobiologie abschloss. An der University of Pittsburgh machte sie ihren Master of Philosophy und ihren Ph.D. in Wissenschaftsgeschichte und -philosophie. Ihre Dissertation behandelt das Erlangen von Evidenz durch bildgebende Verfahren in der Medizin und Biologie („Empiricism and the Epistemic Status of Imaging Technologies“, 2005). Sie lehrt als Assistant Professor am Department of Philosophy der University of Calgary.